# Duvani járás
A Duvani járás (oroszul Дуванский район, baskír nyelven Дыуан районы) Oroszország egyik járása a Baskír Köztársaságban, székhelye Meszjagutovo falu. Nevét eredeti székhelyéről, Duvan faluról kapta, de a duvan név egyúttal a baskírok egyik ősi törzsének neve is.

## Népesség
- 1970-ben 34 169 lakosa volt, melyből 4 843 baskír (14,2%), 4 387 tatár (12,8%).
- 1989-ben 29 897 lakosa volt, melyből 5 447 baskír (18,2%), 4 240 tatár (14,2%).
- 2002-ben 32 016 lakosa volt, melyből 20 293 orosz (63,38%), 6 457 baskír (20,17%), 4 249 tatár (13,27%), 526 mordvin.
- 2010-ben 31 068 lakosa volt, melyből 19 673 orosz (63,9%), 6 288 baskír (20,4%), 3 946 tatár (12,6%), 478 mordvin, 74 ukrán, 55 mari, 44 csuvas, 13 udmurt, 11 fehérorosz.

| Lakosok száma | 32 016 | 31 566 | 31 501 | 31 068 | 30 959 | 30 900 | 30 813 | 30 825 | 30 930 | 30 942 |
|               | 2002   | 2008   | 2009   | 2010   | 2012   | 2014   | 2015   | 2016   | 2017   | 2021   |